# Ignasi Ayné i Vila
Ignasi Ayné i Vila (Barcelona, 1794/1795 - 26 d'abril de 1842) fou un compositor i organista català de la primera meitat del segle xix.

## Biografia
Fill de Pau Ayné i Bonany, sabater d'ofici, natural de Barcelona i de Josepa Vila i Aulet de Caldes de Montbui.
Pot ser que Ignasi Ayné hagués format part o es vinculés a algun orde religiós (els trinitaris  tal volta) o que hagués estat organista en algun convent de Barcelona. El 1828 fundà, i dirigí fins a la mort, una cobla (orquestrina) que rebé el nom de la "cobla dels Gallinaires". Aquesta denominació podria fer referència a un malnom del músic i compositor, atès que havia nascut a una casa del carrer Boters on a l'època es venien gallines per al consum. També fou contrabaix del l'orquestra del teatre de la Santa Creu de Barcelona. A finals de la dècada del 1830 i fins a la mort, Ayné fou mestre de solfeig i piano de Primitiu Pardàs a Barcelona.
Va ser un autor de música sacra d'anomenada amb Misses, ofertoris, rèquiems, vespres i altres composicions. Escriví obres destinades a la celebració de la Festa Major de Vilafranca del Penedès, i se sap que entre 1828 i 1832 la capella de Santa Maria de Vilafranca, sota la direcció d'Agustí Blanch, va interpretar dues simfonies i altres obres de n'Ayné. Es conserven composicions manuscrites de l'autor en diversos arxius de Catalunya: al Museu de les cultures del Vi de Catalunya (Vinseum), de Vilafranca del Penedès al fons de la catedral-basílica del Sant Esperit de Terrassa al de l'església parroquial de Canet de Mar al de Santa Maria de la Geltrú a l'Arxiu Comarcal de Ripoll i al de l'església parroquial de Sant Esteve d'Olot
Segons el registre de defunció mor el 26 d'abril de 1842 a Barcelona al carrer Sant Pau núm.95 a l'edat de 47 anys. Vidu en segones noces de Josefa Grau.

## Obres
Inèdites - selecció
- Benedictus â Duo de tiple y Bajo con Violines, Flauta, Clarinete, Corni, Figli ê Basso (1834), motet
- Goigs a Sant Fèlix (1832), a sis veus i orquestra[6]
- Gradual[6]
- Himno, amb lletra d'Andreu Casanovas i Cantarell, compost en ocasió del pas per la parròquia de Sants del bisbe de Barcelona Pedro Martínez de San Martín[15]
- Lamentación 2ª à 3 voces con Orquesta
- Letanía a la Virgen (1834), per a dinou instruments
- Misa a cuatro voces con Violines, Clarinete, Figli, Trompa, Flauta é Basso
- Missa à 3 voces con Acompañamiento de Organo a dos manos (1836)
- Missa á 3 voces con Violines, Clarinetes, Cornetines, flauta y Bajos
- Missa á 3. vozes con violines clarinetes e basso.
- Missa â tres ÿ â Cuatro Vozes con Violines, Clarinete, Flauta, Figli, Corni, Clarin de Campaña (1834)
- Missa con orquesta
- Missa de Requiem (1836)
- Nadala a 3 veus amb violins, flauta, buccen, cornetí i baix[11]
- Simfonia en Do (ca. 1830)[6]
- Simfonia en Re de l'oratori “El triunfo de Judit” (ca. 1831)[6]
- Villancet (1826)[6]
- Villancico al glorioso mártir San Félix (1831), també interpretat en dedicació a santa Judith[10][6]